# Dirka po Italiji 1974
Dirka po Italiji 1974 (italijansko Giro d'Italia 1974) je 57. izvedba dirke po Italiji, tritedenske moške cestne kolesarske etapne dirke. Začela se je 16. maja v Vatikanu in končala 9. junija v Milanu. Sodelovalo je 140 kolesarjev iz 14-ih ekip. Rožnato majico je petič osvojil Eddy Merckx (Molteni), drugo mesto Gianbattista Baronchelli (Scic), tretje pa Felice Gimondi (Bianchi–Campagnolo). Vijolično majico je osvojil Roger De Vlaeminck (Brooklyn), zeleno majico pa José Manuel Fuente (Kas–Kaskol).

## Ekipe
- Bianchi–Campagnolo
- Brooklyn
- Dreherforte
- Filcas
- Filotex
- Jollj Ceramica
- Kas–Kaskol
- Magniflex
- Molteni
- Rokado
- Sammontana
- Scic
- Frisol–Flair Plastics
- Zonca

## Etape
| Etapa | Datum    | Štart/Cilj                        | Razdalja    | Tip         | Tip                  | Zmagovalec               |             |
| ----- | -------- | --------------------------------- | ----------- | ----------- | -------------------- | ------------------------ | ----------- |
| 1     | 16. maj  | Vatikan – Formia                  | 164 km      |             | ravninska etapa      | Wilfried Reybrouck (BEL) |             |
| 2     | 17. maj  | Formia – Pompei                   | 121 km      |             | ravninska etapa      | Patrick Sercu (BEL)      |             |
| 3     | 18. maj  | Pompei – Sorrento                 | 137 km      |             | gorska etapa         | José Manuel Fuente (ESP) |             |
|       | 19. maj  | dan počitka                       | dan počitka | dan počitka | dan počitka          | dan počitka              | dan počitka |
| 4     | 20. maj  | Sorrento – Sapri                  | 208 km      |             | ravninska etapa      | Roger De Vlaeminck (BEL) |             |
| 5     | 21. maj  | Sapri – Taranto                   | 215 km      |             | ravninska etapa      | Piermattia Gavazzi (ITA) |             |
| 6     | 22. maj  | Taranto – Foggia                  | 206 km      |             | ravninska etapa      | Franco Bitossi (ITA)     |             |
| 7     | 23. maj  | Foggia – Chieti                   | 257 km      |             | ravninska etapa      | Ugo Colombo (ITA)        |             |
| 8     | 24. maj  | Chieti – Macerata                 | 150 km      |             | ravninska etapa      | Franco Bitossi (ITA)     |             |
| 9     | 25. maj  | Macerata – Carpegna               | 191 km      |             | gorska etapa         | José Manuel Fuente (ESP) |             |
| 10    | 26. maj  | Carpegna – Modena                 | 205 km      |             | ravninska etapa      | Patrick Sercu (BEL)      |             |
| 11a   | 27. maj  | Modena – Il Ciocco                | 153 km      |             | gorska etapa         | José Manuel Fuente (ESP) |             |
| 11b   | 27. maj  | Il Ciocco – Forte dei Marmi       | 62 km       |             | ravninska etapa      | Patrick Sercu (BEL)      |             |
| 12    | 28. maj  | Forte dei Marmi – Forte dei Marmi | 40 km       |             | posamični kronometer | Eddy Merckx (BEL)        |             |
| 13    | 29. maj  | Forte dei Marmi – Pietra Ligure   | 231 km      |             | ravninska etapa      | Enrico Paolini (ITA)     |             |
| 14    | 30. maj  | Pietra Ligure – Sanremo           | 189 km      |             | gorska etapa         | Giuseppe Perletto (ITA)  |             |
| 15    | 31. maj  | Sanremo – Valenza                 | 206 km      |             | ravninska etapa      | Ercole Gualazzini (ITA)  |             |
|       | 1. junij | dan počitka                       | dan počitka | dan počitka | dan počitka          | dan počitka              | dan počitka |
| 16    | 2. junij | Valenza – Monte Generoso          | 158 km      |             | gorska etapa         | José Manuel Fuente (ESP) |             |
| 17    | 3. junij | Como – Iseo                       | 158 km      |             | gorska etapa         | Santiago Lazcano (ESP)   |             |
| 18    | 4. junij | Iseo – Sella Valsugana            | 190 km      |             | gorska etapa         | Franco Bitossi (ITA)     |             |
| 19    | 5. junij | Borgo Valsugana – Pordenone       | 146 km      |             | ravninska etapa      | Enrico Paolini (ITA)     |             |
| 20    | 6. junij | Pordenone – Tre Cime di Lavaredo  | 163 km      |             | gorska etapa         | José Manuel Fuente (ESP) |             |
| 21    | 7. junij | Misurina – Bassano del Grappa     | 194 km      |             | gorska etapa         | Eddy Merckx (BEL)        |             |
| 22    | 8. junij | Bassano del Grappa – Milano       | 257 km      |             | ravninska etapa      | Marino Basso (ITA)       |             |
|       | Skupaj   | Skupaj                            | 4001 km     | 4001 km     | 4001 km              | 4001 km                  | 4001 km     |

## Razvrstitev po klasifikacijah
| Etapa  | Zmagovalec         | Rožnata majica ·   | Vijolična majica · | Zelena majica ·    |
| ------ | ------------------ | ------------------ | ------------------ | ------------------ |
| 1      | Wilfried Reybrouck | Wilfried Reybrouck | Wilfried Reybrouck | brez               |
| 2      | Patrick Sercu      | Wilfried Reybrouck | Roger De Vlaeminck | brez               |
| 3      | José Manuel Fuente | José Manuel Fuente | Roger De Vlaeminck | José Manuel Fuente |
| 4      | Roger De Vlaeminck | José Manuel Fuente | Roger De Vlaeminck | José Manuel Fuente |
| 5      | Pierino Gavazzi    | José Manuel Fuente | Roger De Vlaeminck | José Manuel Fuente |
| 6      | Franco Bitossi     | José Manuel Fuente | Roger De Vlaeminck | José Manuel Fuente |
| 7      | Ugo Colombo        | José Manuel Fuente | Roger De Vlaeminck | José Manuel Fuente |
| 8      | Franco Bitossi     | José Manuel Fuente | Roger De Vlaeminck | José Manuel Fuente |
| 9      | José Manuel Fuente | José Manuel Fuente | Roger De Vlaeminck | José Manuel Fuente |
| 10     | Patrick Sercu      | José Manuel Fuente | Roger De Vlaeminck | José Manuel Fuente |
| 11a    | José Manuel Fuente | José Manuel Fuente | Roger De Vlaeminck | José Manuel Fuente |
| 11b    | Patrick Sercu      | José Manuel Fuente | Roger De Vlaeminck | José Manuel Fuente |
| 12     | Eddy Merckx        | José Manuel Fuente | Roger De Vlaeminck | José Manuel Fuente |
| 13     | Enrico Paolini     | José Manuel Fuente | Roger De Vlaeminck | José Manuel Fuente |
| 14     | Giuseppe Perletto  | Eddy Merckx        | Roger De Vlaeminck | José Manuel Fuente |
| 15     | Ercole Gualazzini  | Eddy Merckx        | Roger De Vlaeminck | José Manuel Fuente |
| 16     | José Manuel Fuente | Eddy Merckx        | Roger De Vlaeminck | José Manuel Fuente |
| 17     | Santiago Lazcano   | Eddy Merckx        | Roger De Vlaeminck | José Manuel Fuente |
| 18     | Franco Bitossi     | Eddy Merckx        | Roger De Vlaeminck | José Manuel Fuente |
| 19     | Enrico Paolini     | Eddy Merckx        | Roger De Vlaeminck | José Manuel Fuente |
| 20     | José Manuel Fuente | Eddy Merckx        | Roger De Vlaeminck | José Manuel Fuente |
| 21     | Eddy Merckx        | Eddy Merckx        | Roger De Vlaeminck | José Manuel Fuente |
| 22     | Marino Basso       | Eddy Merckx        | Roger De Vlaeminck | José Manuel Fuente |
| Skupaj | Skupaj             | Eddy Merckx        | Roger De Vlaeminck | José Manuel Fuente |

## Končna razvrstitev
| Legenda | Legenda                                    | Legenda | Legenda                         |
| ------- | ------------------------------------------ | ------- | ------------------------------- |
|         | Predstavlja vodilnega v skupnem seštevku   |         | Predstavlja vodilnega po točkah |
|         | Predstavlja vodilnega v gorski razvrstitvi |         |                                 |

### Rožnata majica
| Poz. | Kolesar                        | Ekipa              | Čas          |
| ---- | ------------------------------ | ------------------ | ------------ |
| 1    | Eddy Merckx (BEL)              | Molteni            | 113h 08' 13" |
| 2    | Gianbattista Baronchelli (ITA) | Scic               | + 12"        |
| 3    | Felice Gimondi (ITA)           | Bianchi–Campagnolo | + 33"        |
| 4    | Tino Conti (ITA)               | Zonca              | + 2' 14"     |
| 5    | José Manuel Fuente (ESP)       | Kas–Kaskol         | + 3' 22"     |
| 6    | Giovanni Battaglin (ITA)       | Jollj Ceramica     | + 4' 22"     |
| 7    | Francesco Moser (ITA)          | Filcas             | + 6' 17"     |
| 8    | Vicente López Carril (ESP)     | Kas–Kaskol         | + 10' 28"    |
| 9    | Franco Bitossi (ITA)           | Scic               | + 16' 05"    |
| 10   | Gösta Pettersson (SWE)         | Magniflex          | + 17' 08"    |

### Vijolična majica
| Poz. | Kolesar                  | Ekipa      | Točke |
| ---- | ------------------------ | ---------- | ----- |
| 1    | Roger De Vlaeminck (BEL) | Brooklyn   | 295   |
| 2    | Franco Bitossi (ITA)     | Scic       | 209   |
| 3    | José Manuel Fuente (ESP) | Kas–Kaskol | 171   |
| 4    | Eddy Merckx (BEL)        | Molteni    | 161   |
| 5    | Francesco Moser (ITA)    | Filcas     | 152   |

### Zelena majica
| Poz. | Kolesar                        | Ekipa      | Točke |
| ---- | ------------------------------ | ---------- | ----- |
| 1    | José Manuel Fuente (ESP)       | Kas–Kaskol | 510   |
| 2    | Eddy Merckx (BEL)              | Molteni    | 330   |
| 3    | Santiago Lazcano (ESP)         | Kas–Kaskol | 230   |
| 4    | Giuseppe Perletto (ITA)        | Sammontana | 160   |
| 5    | Gianbattista Baronchelli (ITA) | Scic       | 120   |
| 6    | Tino Conti (ITA)               | Zonca      | 100   |
| 7    | José-Luis Uribezubia (ESP)     | Kas–Kaskol | 80    |
| 7    | Franco Bitossi (ITA)           | Scic       | 80    |
| 7    | Vicente López Carril (ESP)     | Kas–Kaskol | 80    |
| 10   | Gonzalo Aja (ESP)              | Kas–Kaskol | 70    |

### Neo-profesionalci
| Poz. | Kolesar                        | Ekipa          | Točke        |
| ---- | ------------------------------ | -------------- | ------------ |
| 1    | Gianbattista Baronchelli (ITA) | Scic           | 113h 08' 25" |
| 2    | Claudio Bortolotto (ITA)       | Filcas         | + 1h 19' 22" |
| 3    | Johann Ruch (GER)              | Rokado         | + 1h 26' 24" |
| 4    | Raphael Nino (ITA)             | Jollj Ceramica | + 1h 28' 46" |
| 5    | Simone Fraccaro (ITA)          | Filcas         | + 1h 52' 48" |

### Traguardi tricolori
| Poz. | Kolesar                  | Ekipa       | Točke |
| ---- | ------------------------ | ----------- | ----- |
| 1    | Marcello Osler (ITA)     | Sammontana  | 210   |
| 2    | Wilmo Francioni (ITA)    | Sammontana  | 100   |
| 3    | Ercole Gualazzini (ITA)  | Brooklyn    | 80    |
| 4    | Pietro Campagnari (ITA)  | Dreherforte | 70    |
| 4    | Giuseppe Perletto (ITA)  | Sammontana  | 70    |
| 4    | Roger De Vlaeminck (BEL) | Brooklyn    | 70    |

### Ekipna razvrstitev
| Poz. | Ekipa          | Točke |
| ---- | -------------- | ----- |
| 1    | Kas–Kaskol     | 5915  |
| 2    | Brooklyn       | 5151  |
| 3    | Scic           | 3821  |
| 4    | Molteni        | 2938  |
| 5    | Jollj Ceramica | 2734  |